# TYA
Transportfackens yrkes- och arbetsmiljönämnd (TYA), är en svensk ideell organisation som tillhandahåller kurser och utbildningsmaterial och utvecklar metoder och läromedel inom transportsektorn. TYA är också aktivt i rekrytering av och information till ungdomar som är intresserade av transportteknisk utbildning i gymnasieskolan eller genom arbetsförmedlingen. TYA ger bland annat ut undervisningsmaterial för yrkesförare samt utbildar truck- och maskinförare. Organisationen arbetar ideellt och finansieras av företag som är anslutna med ett belopp motsvarande (2010) 0,2 % av arbetstagarnas utbetalda löner. Bakom intresseorganisationen står bland annat Svenska Transportarbetareförbundet och Transportföretagen.
TYA arbetar också som gemensamt organ för arbetsgivare- och arbetstagarorganisationer för att bland annat kvalitetssäkra utbildningar samt utfärda intyg om utförd utbildning för handhavande av fordon eller annan utrustning, säkerhet vid arbete med farligt gods Man ordnar regionala så kallade "utbildningsråd", där arbetsförmedlingar och skolor informeras om transportsektorns behov och intressen. Vidare arbetar dessa råd lokalt på företag med utbildningar av bland annat fordonsförare samt egna ombud. Intresseorganisationen bevakar vidare sitt område mot myndigheter och departement nationellt samt inom EU, så kallad lobbying.